# Riaz ud-Din
Riaz ud-Din (Quetta, 24 februari 1942 - 15 februari 2001) was Pakistaans hockeyer.
Ud-Din won met de Pakistaanse ploeg tijdens de Olympische Spelen 1968 de gouden medaille in het hockey.

## Erelijst
- 1968 –  Olympische Spelen in Mexico-stad